# Време, води
„Време, води“ (на македонска литературна норма: „Време, води“) е югославски игрален филм от Социалистическа Република Македония, произведен в 1980 г. от Вардар филм и Македония филм, под режисурата на Бранко Гапо.

## Сюжет
Внимание:  Текстът по-долу разкрива сюжета на произведението (или части от него)!
Главният герой Петър Кюшко от селото Сушево и неговите съселяни традиционно страдат от липса на вода, затова променят течението на реката и крадат водата на селяните от селото Каменово. Жителите на двете села, начело с поповете се сбиват и са предадени на съд. Корумпираният съдия отсъжда в полза на каменчани, а сушевчани отказват да плащат данъка за вода и се опитват да демонстрират пред началството в Струга, но жандармите ги разпръсват още на изхода на селото. След убийството на крал Александър I Караджорджевич селяните са задължени да отдадат почит, но местният учител започва предаване за Съветска Русия. В 1940 година в селото има епидемия от тиф, която убива мнозина, включително и деца. Пресъхват и последните извори, а жандармът Жика продава водата за пиене. Селяните се опитват с молитви и езически ритуали да открият вода. Петър Кюшко с тримата си сина ученици въоръжен се сблъсква с каменчани и единият от синовете му загива. Избухва войната и мъжете са мобилизирани. След бързата капитулация на Югославия жандармите бягат, мъжете се връщат, а районът е окупиран от Италия. Италианският офицер нарежда водата да е на Сушево и воденицата проработва. Мнозина от сушевчани стават партизани и след едно сражение с партизаните в селото влизат италианци и извършват клане, при което загива още един от синовете на Кюшко. В деня на установяване на комунистическата власт в селото Кюшко получава вестта за смъртта на третия си син. Новата власт решава водата три дни да е на едното село, а след това три дни на другото. Последният син на Кюшко Теофил иска да се ожени за щерката на врага му от Каменово. След скандал Теофил напуска бащиния си дом. Новата власт решава да направи язовир в землището на двете села, а селяните трябва да избират или да се преселят в града или да живеят в нови къщи на брега на езерото. Кюшко се качва на бачилото, високо в планината. Къщите са разрушени и клисурата със селата се пълни с вода. От скалата над езерото Кюшко гледа пълната с вода долина и, за да не се остави да бъде победен, скача в езерото.

## Актьори
Главни роли
- Борис Дворник,
- Душко Костовски,
- Лидия Плетъл,
- Мето Йовановски,
- Милан Щърлич,
- Ненад Милосавлевич,
- Петър Арсовски,
- Петър Пърличко,
- Шишман Ангеловски[1]

Второстепенни роли
- Ацо Дуковски,
- Александър Шехтански,
- Благой Чоревски,
- Чедо Христов,
- Драги Костовски,
- Драгомир Фелба,
- Душан Яникиевич,
- Емилия Андреева,
- Феми Груби,
- Фирдаус Неби,
- Георги Тодоровски - Трупче,
- Янез Върховец,
- Катина Иванова,
- Кирил Псалтиров,
- Мустафа Яшар,
- Панче Васовски - Камшик,
- Петър Темелковски,
- Рамадан Мамут,
- Сабина Айрула-Тозия,
- Салаетин Билал,
- Соня Каранджуловска,
- Сюзан Максут,
- Виолета Шапковска,
- Звонко Лепетич,
- Милчо Манчевски[1]